# Пиноккио 3000
«Пиноккио 3000» — компьютерный фантастический мультфильм 2004 года. Режиссёр — Даниэль Робишо. Производство: Канада, Франция и Испания.
В 2005 году фильм получил премию «Гойя» за лучший мультипликационный фильм.

## Сюжет
В футуристическом метрополисе Скамбовилле среди огромных небоскрёбов располагается домик, в котором живёт и создаёт удивительные механизмы мастер Джузеппе. Он всю жизнь мечтал о сыне, и вот его мечта практически сбывается. С помощью своего ассистента кибер-пингвина Спенсера Джузеппе запускает маленького очаровательного супер-робота Пиноккио. Пиноккио умеет смеяться, говорить, петь и танцевать, а главное, любить. Он хочет стать настоящим мальчиком с живым сердцем, и голографическая фея Киберина, благоволящая к Джузеппе за его талант и доброту, обещает выполнить желание Пиноккио, когда он будет к этому готов.
Тем временем коварный технократический мэр города Скамболи продолжает строить и совершенствовать небоскрёбы, при этом уничтожая любые признаки живой природы. Кроме того, Скамболи отрицательно относится к детям, считает, что они не ценят великолепие города и пытаются испортить его творения. Он испытывает хоть какие-то нежные чувства лишь к своей любимой дочери Марлен. Девочка просит его создать в городе такое место, где дети могли бы весело проводить время. Скамболи считает, что это гениальная идея, и соглашается построить парк аттракционов. Марлен радуется, но на самом деле Скамболи строит нехорошие планы: он хочет собрать всех детей города, чтобы раз и навсегда превратить их в роботов.
Пиноккио идёт в школу со Спенсером, который пытается объяснить ему, что такое «хорошо» и что такое «плохо». Пиноккио знакомится с мальчиком Заком, девочкой Синтией и Марлен, а также с роботами Кэбом и Родо. Марлен предлагает Пиноккио пропустить школьные занятия и пойти соревноваться с ней в Игре воображения. Пиноккио нехотя следует за ней. Когда соревнования заканчиваются, выясняется, что победила Марлен, но Пиноккио категорически не соглашается с этим и присуждает медаль себе. Обиженная Марлен уходит, а Пиноккио, подумав, испытывает стыд перед ней. Кэб и Родо уговаривают Пиноккио встретиться со Скамболи, и Скамболи решает использовать его в своих целях. Пока Пиноккио развлекает детей, Скамболи похищает Джузеппе. Пиноккио зовёт всех прокатиться на аттракционе, не зная, что здесь они втайне превращаются в роботов. Между тем он всё же мирится с Марлен.
На следующее утро роботы уничтожают сад Марлен, которым она очень дорожила. Она слышит, как Пиноккио смеётся над этим, и ссорится с ним. Кэб и Родо рассказывают Пиноккио, что роботы — это дети, превращённые с помощью вчерашнего аттракциона. Пиноккио очень пугается: он понимает, что Скамболи обманул его и что всё случилось по его вине. Он отправляется домой, чтобы найти папу, но дома оказывается только Спенсер, и они идут искать Джузеппе вдвоём. Они приходят в парк аттракционов, где встречают Скамболи с превращённым им в робота Джузеппе, которым он управляет с помощью пульта, а также всех остальных превращённых. Пиноккио и Спенсер убегают, чтобы спрятаться от него, но он их всё-таки захватывает, а затем заставляет пройти смертельно опасную гонку, надеясь, что они разобьются. Хотя Марлен приходит на помощь Пиноккио, Скамболи делает так, чтобы она не могла ему помочь. Тем не менее, друзья выбираются оттуда невредимыми.
Кэб случайно отдаёт пульт самому Джузеппе, и Скамболи лишается возможности управлять как им, так и остальными роботами. Воссоединившись, Пиноккио, Джузеппе, Спенсер и Марлен решают вернуть детей в их прежний вид. Мастер переделывает тот аттракцион, и роботы, которые раньше были детьми, прокатываются на нём в обратную сторону. Приходит очередь Джузеппе, но Скамболи останавливает движение. Пиноккио, используя свой нос, растущий во время лжи, нейтрализует мэра. Малыш осознаёт все свои ошибки, но не может сообразить, как запустить аттракцион снова. Тут появляется Киберина и помогает ему, в результате чего Джузеппе превращается в человека, а Пиноккио — в настоящего мальчика. Скамболи же превращается в робота, и Марлен очень расстраивается, но Джузеппе говорит ей, что ему будет полезно побыть так некоторое время. Киберина берёт у Синтии одно из высокотехнологичных устройств Джузеппе — Смехозонт — и превращает пасмурный день в солнечный, а также восстанавливает сад Марлен.

## Персонажи

### Пиноккио
Пиноккио (Pinocchio) — супер-робот, наделённый искусственным интеллектом. Создан мистером Джузеппе. Функцию роста носа Пиноккио установила фея Киберина. Пиноккио наделён модулем воображения — одной из самых передовых технологий. Благодаря этой ультрасовременной технологии у него есть способность к воображению. А благодаря мощному микропроцессору Р3К Пиноккио умеет смеяться, говорить, петь и танцевать. И у него есть заветная мечта — стать настоящим мальчиком.

### Джузеппе
Мистер Джузеппе (в оригинале — Джеппетто (Geppetto)) — гениальный изобретатель. Он конструирует роботов и другие высокотехнологичные устройства, в число которых входят высокотехнологичные игрушки для детей футуристического города-метрополиса Скамбовилля. Джузеппе очень любит Пиноккио независимо от того, человек он или робот, беспокоится и переживает за него, желает ему добра и хочет сделать его счастливым.

### Спенсер
Спенсер (Spencer) — верный ассистент мистера Джузеппе, при поддержке которого Джузеппе создал Пиноккио. Спенсер — говорящий пингвин-киборг, который сопровождает Пиноккио в его приключениях и пытается объяснить ему, что такое «хорошо» и что такое «плохо». Спенсер отличается говорливостью и остроумием. Речь Спенсера полна различных цитат и поговорок, многие из которых имеют переносный смыл. По этой причине Пиноккио не всегда понимает, о чём говорит Спенсер.

### Дом Джузеппе
Дом Джузеппе наделён искусственным интеллектом, который контролирует двери, окна и всевозможные предметы домашнего обихода.

### Скамболи
Скамболи (Scamboli) — мэр футуристического города-метрополиса Скамбовилля. Вдовец. Является главным отрицательным персонажем мультфильма и представляет собой типичного коварного злодея, который умело притворяется добрым. Скамболи уничтожил в городе почти все признаки живой природы, заменив её огромными небоскрёбами из стали и стекла. Скамбовилль стал царством высоких технологий, асфальта, бетона, стали и стекла. Единственное место в Скамбовилле, где сохранились живые деревья и цветы — это сад его дочери Марлен. Скамболи всей душой ненавидит детей, за исключением своей любимой дочери Марлен, хотя внешне его любовь к ней почти не проявляется. Больше всего на свете Скамболи ненавидит детский визг и смех. Он строит коварные планы, с помощью которых хочет раз и навсегда превратить всех детей города в роботов.

### Марлен
Марлен (Marlene) — дочь Скамболи. Первоначально она изображается как стереотипная испорченная богатая девочка. Но в итоге выяснилось, что она добрая и милая девочка, заинтересованная в сохранении живой природы. Марлен довольно пренебрежительно относится к роботам. Она не страдает настоящей технофобией, но роботы и другие различные механизмы ей не по душе. А поскольку они круглосуточно окружают её, то достаточно сильно ей надоели. Скамболи же постоянно пытается объяснить своей дочери, что роботы и всевозможные высокотехнологичные механизмы призваны сделать её жизнь как можно легче, проще, лучше, веселее и хочет, чтобы она любила и ценила роботов и высокотехнологичные механизмы так же сильно, как и он. Марлен разрывается между любовью к своему властному технократическому отцу и желанием сохранить живую природу.

### Кэб и Родо
Кэб (Cab) и Родо (Rodo) — роботы Скамболи и Марлен. Кэб — высокий, долговязый робот жёлтого цвета, а Родо довольно низкий, приземистый робот. По своему дизайну Родо напоминает дикобраза. Кэб и Родо всегда стремятся выполнить команды Скамболи и Марлен. Кэб — весёлый, глупый и практически бестолковый робот. Родо заметно сообразительнее, умнее и серьёзнее, чем Кэб. Поэтому он часто называет Кэба «недокомплектованным придурком» и всячески старается им руководить. Иногда Кэб и Родо получают от Скамболи и Марлен противоречивые команды, но всё равно стараются их выполнить.

### Киберина
Киберина (Cyberina) — голографическая фея-киборг Скамбовилля. Она может летать, исчезать и появляться снова. Появление и исчезновение Киберины всегда сопровождается вихрем голографических звёздочек и искр, напоминающих фейерверк. Киберина носит эксцентричные очки, а нижняя часть её тела похожа на хвост русалки. Не известно, имеет ли Киберина реальные магические силы, но она явно хорошо разбирается в высоких технологиях. Она обещает помочь Пиноккио стать настоящим мальчиком. Она говорит ему, что он должен понять разницу между хорошим и плохим, и тогда она выполнит своё обещание.

### Зак и Синтия
Зак (Zac) и Синтия (Cynthia) — второстепенные персонажи мультфильма. Являются яркими представителями детей города Скамбовилля. Зак — добрый и смелый мальчик, а Синтия — милая сентиментальная девочка. Зак и Синтия любят живую природу и всячески пытаются помешать мэру Скамболи её уничтожить. По всей видимости, Зак и Синтия — школьные друзья Марлен.

## Роли озвучивали
- Малкольм Макдауэлл — Скамболи
- Вупи Голдберг — Киберина
- Хауи Мэндел — Спенсер
- Хелена Эвэнджелайоу — Марлен
- Габриэль Эльфасси — Синтия
- Говард Ришпан — Джузеппе
- Соня Болл — Пиноккио
- Эллен Дэвид — дом Джузеппе

## Музыка
Музыку к мультфильму написал известный канадский джазовый музыкант и композитор Джеймс Гельфанд. В своей работе он использовал разные жанры — от поп-музыки до детских песен. Некоторые композиции затрагивают сложные темы, так песня «Какая разница?» выражает чувства и мысли Пиноккио о жизни робота.